# Kolarstwo na Letnich Igrzyskach Olimpijskich 1976
Kolarstwo na Letnich Igrzyskach Olimpijskich 1976 w Montrealu rozgrywane było w dniach 18 – 24 lipca. W zawodach wzięło udział 295 kolarzy z 49 krajów. W porównaniu z poprzednimi igrzyskami, w programie zabrakło wyścigu tandemów. Reprezentacja Polski wywalczyła 2 medale w rywalizacji na szosie: srebro w wyścigu drużynowym na czas i brąz w indywidualnym, którego długość wynosiła 177,49 km.

## Medaliści
| Konkurencja                             | Złoto                                                                           | Srebro                                                                               | Brąz                                                                     |
| kolarstwo szosowe                       |                                                                                 |                                                                                      |                                                                          |
| Wyścig indywidualny ze startu wspólnego | Bernt Johansson                                                                 | Giuseppe Martinelli                                                                  | Mieczysław Nowicki                                                       |
| Drużynowa jazda na czas                 | ZSRR · Anatolij Czukanow · Walerij Czapłygin · Władimir Kaminski · Aavo Pikkuus | Polska · Tadeusz Mytnik · Mieczysław Nowicki · Stanisław Szozda · Ryszard Szurkowski | Dania · Verner Blaudzun · Gert Frank · Jørgen Emil Hansen · Jørn Lund    |
| kolarstwo torowe                        |                                                                                 |                                                                                      |                                                                          |
| Sprint                                  | Anton Tkáč                                                                      | Daniel Morelon                                                                       | Hans-Jürgen Geschke                                                      |
| Wyścig drużynowy na dochodzenie         | RFN · Gregor Braun · Hans Lutz · Günther Schumacher · Peter Vonhof              | ZSRR · Władimir Osokin · Aleksandr Pierow · Witalij Pietrakow · Wiktor Sokołow       | Wielka Brytania · Ian Banbury · Mick Bennett · Robin Croker · Ian Hallam |
| Wyścig indywidualny na dochodzenie      | Gregor Braun                                                                    | Herman Ponsteen                                                                      | Thomas Huschke                                                           |
| 1 km na czas                            | Klaus-Jürgen Grünke                                                             | Michel Vaarten                                                                       | Niels Fredborg                                                           |

### Kolarstwo szosowe

#### Indywidualny wyścig ze startu wspólnego
| Miejsce | Państwo           | Zawodnik             | Czas      |
| ------- | ----------------- | -------------------- | --------- |
| 1.      | Szwecja           | Bernt Johansson      | 4:46.52 h |
| 2.      | Włochy            | Giuseppe Martinelli  | 4:47.21 h |
| 3.      | Polska            | Mieczysław Nowicki   | 4:47.21 h |
| 4.      | Belgia            | Fons De Wolf         | 4:47.21 h |
| 5.      | ZSRR              | Nikołaj Goriełow     | 4:47.21 h |
| 6.      | Stany Zjednoczone | George Mount         | 4:47.21 h |
| 7.      | Francja           | Jean-René Bernaudeau | 4:47.21 h |
| 8.      | Włochy            | Vittorio Algeri      | 4:47.21 h |

Pierwotnie drugie miejsce zajął Niemiec Peter Thaler, którego przesunięto jednak na 9. lokatę za niewłaściwą jazdę na finiszowych metrach.

#### Drużynowa jazda na czas
| Miejsce | Państwo         | Zawodnik                                                              | Czas      |
| ------- | --------------- | --------------------------------------------------------------------- | --------- |
| 1.      | ZSRR            | Anatolij Czukanow Walerij Czapłygin Władimir Kaminski Aavo Pikkuus    | 2:08:53 h |
| 2.      | Polska          | Tadeusz Mytnik Mieczysław Nowicki Stanisław Szozda Ryszard Szurkowski | 2:09:13 h |
| 3.      | Dania           | Verner Blaudzun Gert Frank Jørgen Emil Hansen Jørn Lund               | 2:12:20 h |
| 4.      | RFN             | Hans-Peter Jakst Olaf Paltian Friedrich von Löffelholz Peter Weibel   | 2:12:35 h |
| 5.      | Czechosłowacja  | Petr Bucháček Petr Matoušek Milan Puzrla Vladimír Vondráček           | 2:12:56 h |
| 6.      | Wielka Brytania | Paul Carbutt Phil Griffiths Dudley Hayton Bill Nickson                | 2:13:10 h |
| 7.      | Szwecja         | Tord Filipsson Bernt Johansson Sven-Åke Nilsson Tommy Prim            | 2:13:13 h |
| 8.      | Norwegia        | Stein Bråthen Geir Digerud Arne Klavenes Magne Orre                   | 2:13:17 h |

### Kolarstwo torowe

#### Sprint
| Miejsce | Państwo        | Zawodnik            |
| ------- | -------------- | ------------------- |
| 1.      | Czechosłowacja | Anton Tkáč          |
| 2.      | Francja        | Daniel Morelon      |
| 3.      | NRD            | Hans-Jürgen Geschke |
| 4.      | RFN            | Dieter Berkmann     |
| 5.      | ZSRR           | Siergiej Krawcow    |
| 6.      | Japonia        | Yoshikazu Cho       |
| 7.      | Dania          | Niels Fredborg      |
| 8.      | Włochy         | Giorgio Rossi       |

#### Drużynowo na dochodzenie
| Miejsce | Państwo         | Zawodnik                                                          |
| ------- | --------------- | ----------------------------------------------------------------- |
| 1.      | RFN             | Gregor Braun Hans Lutz Günther Schumacher Peter Vonhof            |
| 2.      | ZSRR            | Władimir Osokin Aleksandr Pierow Witalij Pietrakow Wiktor Sokołow |
| 3.      | Wielka Brytania | Ian Banbury Mick Bennett Robin Croker Ian Hallam                  |
| 4.      | NRD             | Norbert Dürpisch Thomas Huschke Uwe Unterwalder Matthias Wiegand  |
| 5.      | Czechosłowacja  | Zdeněk Dohnal Michal Klasa Petr Kocek Jiří Pokorný                |
| 5.      | Holandia        | Gerrit Möhlmann Peter Nieuwenhuis Herman Ponsteen Gerrie Slot     |
| 5.      | Polska          | Jan Jankiewicz Czesław Lang Krzysztof Sujka Zbigniew Szczepkowski |
| 5.      | Włochy          | Sandro Callari Cesare Cipollini Rino De Candido Giuseppe Saronni  |

#### Indywidualnie na dochodzenie
| Miejsce | Państwo        | Zawodnik           |
| ------- | -------------- | ------------------ |
| 1.      | RFN            | Gregor Braun       |
| 2.      | Holandia       | Herman Ponsteen    |
| 3.      | NRD            | Thomas Huschke     |
| 4.      | ZSRR           | Władimir Osokin    |
| 5.      | Włochy         | Orfeo Pizzoferrato |
| 6.      | Australia      | Garry Sutton       |
| 7.      | Norwegia       | Jan Georg Iversen  |
| 8.      | Czechosłowacja | Michal Klasa       |

#### 1 km na czas
| Miejsce | Państwo    | Zawodnik            | Czas       |
| ------- | ---------- | ------------------- | ---------- |
| 1.      | NRD        | Klaus-Jürgen Grünke | 1:05.927 h |
| 2.      | Belgia     | Michel Vaarten      | 1:07.516 h |
| 3.      | Dania      | Niels Fredborg      | 1:07.617 h |
| 4.      | Polska     | Janusz Kierzkowski  | 1:07.660 h |
| 5.      | Francja    | Eric Vermeulen      | 1:07.846 h |
| 6.      | RFN        | Hans Michalsky      | 1:07.878 h |
| 7.      | Norwegia   | Harald Bundli       | 1:08.093 h |
| 8.      | Szwajcaria | Walter Bäni         | 1:08.112 h |

## Klasyfikacja medalowa
| #   | Reprezentacja   | Złoto | Srebro | Brąz | Razem |
| --- | --------------- | ----- | ------ | ---- | ----- |
| 1.  | RFN             | 2     | 0      | 0    | 2     |
| 2.  | ZSRR            | 1     | 1      | 0    | 2     |
| 3.  | NRD             | 1     | 0      | 2    | 3     |
| 4.  | Czechosłowacja  | 1     | 0      | 0    | 1     |
|     | Szwecja         | 1     | 0      | 0    | 1     |
| 6.  | Polska          | 0     | 1      | 1    | 2     |
| 7.  | Belgia          | 0     | 1      | 0    | 1     |
|     | Francja         | 0     | 1      | 0    | 1     |
|     | Holandia        | 0     | 1      | 0    | 1     |
|     | Włochy          | 0     | 1      | 0    | 1     |
| 11. | Dania           | 0     | 0      | 2    | 2     |
| 12. | Wielka Brytania | 0     | 0      | 1    | 1     |